# Suillia prima
Suillia prima är en tvåvingeart som beskrevs av Friedrich Georg Hendel 1913. Suillia prima ingår i släktet Suillia och familjen myllflugor.
Artens utbredningsområde är Taiwan. Inga underarter finns listade i Catalogue of Life.